# 朝倉奈珠希
朝倉 奈珠希（あさくら なずき、2002年12月23日 - ）は、日本の女優。フリーランス。千葉県出身。

## 来歴
- 「七転び土に還る」（2016年5月）にて初舞台[2]。「ステージは終わらない!」（2024年2月）にて初ヒロイン。「BLOOD EYES」（2024年3月）にて初主演。
- 元・代々木女子音楽院3期生（2018年7月 - 2020年6月）、元・NAP（2020年9月 - 2022年10月）、idoress メンバー（2024年5月 - ）

## 人物
- 愛称：なじゅ、なっちゃん
- 好きなもの：ディズニー映画、特にリトル･マーメイド。

## 出演

### 舞台
- 劇団山本屋
  - 「七転び土に還る[3]」転組（2016年5月3日 - 6日、パルテノン多摩 小ホール） - サラ 役
  - 「Super natural Blue[4]」S組（2016年9月22日 - 26日、東池袋・あうるすぽっと） - クッキー 役
  - 「午前5時47分の時計台[5]」東京公演（2017年6月2日 - 4日、光が丘・IMAホール）
  - 「おしゃぶり。〜耳を傾けても届かない物語〜[6]」Oキャスト（2017年8月30日 - 9月3日、中目黒キンケロシアター）
  - 「風を切れ[7]」（2019年6月26日 - 7月3日、ラゾーナ川崎プラザソル） - ティック 役
- 世田谷観音奉納舞台「天泣に散りゆく」（2016年9月7日 - 11日、世田谷観音）
- アリスインプロジェクト
  - 「スーパーマンガ大戦 オルタナティブ[8]」星組（2017年11月8日 - 19日、新宿・コフレリオシアター） - オトメンジャーピンク 役[9]
  - 「ともだちインプット[10]」星組（2018年11月7日 - 18日、池袋・シアターKASSAI） - アトラ 役[11]
  - 「真約 魔銃ドナー[12]」星組（2019年8月7日 - 18日、池袋・シアターKASSAI） - 浅倉玉串 役[13]
- 清月エンターテイメント
  - 「ドリームレスキュー・言うことナース! 2018[14]」（2018年9月22日 - 23日、三鷹RIスタジオ） - ソラナム・ラントネッティ博士 役
  - 「いちたすにはサンタ(2018)[15]」（2018年12月15日 - 16日、三鷹RIスタジオ） - サンタマリア 役
  - 「僕と彼女の残酷な嘘[16]」Cチーム（2021年2月26日 - 27日、中目黒・BEST TVスタジオ） - リハビリ師 役
- O-Keyプロデュース
  - 「絶望エクスチェンジ-XXX-」チーム望（2019年10月8日 - 14日、中野スタジオあくとれ） - ショウ子 役
  - 「覚醒ノスタルジック-NEO-[17]」（2020年12月2日 - 7日、新宿・シアターブラッツ） - アイ 役
  - 「爆烈アンチテーゼ-P×S×N-[18]」チーム爆（2021年4月16日 - 19日、新宿・シアターブラッツ）
  - 「陰謀レジスタンス[19]」（2022年4月13日 - 18日、新宿・シアターブラッツ） - 北大路欣子 役
  - 「夢幻の如く 時が嘲笑う-新-」幻（2023年4月20日 - 23日、新宿・シアターモリエール） - かおる 役[20]
- 神田裕司映画演技研究室「12人の怒れる者たち」（2022年12月15日 - 18日、中目黒トライ） - 2号 役[21]
- AK企画
  - 「ConBear」（2023年8月25日 - 26日、新宿44ファンタジーホール） - 鈴木珠里 役[22]
  - 「コンベア」（2025年1月11日 - 12日、高田馬場ラビネスト） - 流川楓 役[23]
- Psyche-プシュケ- Presents「Short Stories 君の瞳に乾杯!」（2023年9月14日 - 17日、シアター・アルファ東京）[24]
- EXE.ROCK Entertainment「DYED IF COLLECTE〜キャロルの憂鬱〜」（2023年11月22日 - 26日、中野・劇場HOPE） - 黒チェシャ猫 役[25]
- 劇団自由調
  - 「クラスメイトは人工知能」（2023年12月7日 - 10日、池袋・木星劇場）[26]
  - 「今、彼女が死にました」（2024年11月7日 - 10日、富士見台・アルネ543）
  - 「キケンなチケン」「クラスメイトは人工知能」A班（2025年3月19日 - 23日、富士見台・アルネ543）
- 劇団フリューゲル
  - 「ステージは終わらない!」ターン（2024年2月2日 - 4日、荻窪小劇場） - ヒロイン サオリ 役[27]
  - 「BLOOD EYES」（2024年3月7日 - 10日、荻窪小劇場） - 主演 2(ツー)/心翠 役[28]
  - 「ユーカリの箱庭」ドリーム（2024年5月21日 - 26日、荻窪小劇場） - デルタ 役[29]
  - 「春日岡」ending（2024年8月21日 - 25日、荻窪小劇場）
  - 「BLOOD EYES」episode2（2025年8月9日 - 11日、荻窪小劇場） - 主演 茈音 役[30]
- Raki「な女」Aチーム（2024年4月10日 - 13日、シアターアルファ東京） - ユナ 役[31]
- ○○project「ムービング・ペント・ロッカー」Aチーム（2024年6月19日 - 23日、高田馬場ラビネスト） - マコ 役[32]
- 澁谷遼平プロデュース「drop out〜最後の一歩〜」Bチーム（2024年7月25日 - 29日、両国・エアースタジオ） - 中居川優 役
- Studio AKATSUKI「君が特別に変わる夏」（2024年9月12日 - 13日、高田馬場ラビネスト） - ヒロイン 百崎遥/音木遥 役

### TV
- 「犯人に告ぐ! 盗聴盗撮 怒りの追跡バスターズ 第7弾」（2019年6月、TBS）[33]

### ネット配信
- 「時空警察ヴァージナルON-Line〜異説・坂本龍馬伝〜」（2023年10月27日、ZAIKO） - 神野響子 役[34]

### ショートフィルム
- 「アイス食べたい」（2024年3月、監督：野田一馬）[35]
- 「クラスメイトは人工知能」（2024年5月、監督：野田一馬）[36]

### MV
- レイニーメロー「only for you[37]」（2020年11月）

### その他
- MINATOMIRAI COLLECTION 2023（2023年11月11日、横浜港大さん橋国際客船ターミナル大さん橋ホール）

## ユニット
- 代々木女子音楽院（2018年7月 - 2020年6月） - 2018年7月11日、よよじょ23 としてユニットデビュー。2019年4月1日、3期生候補生が正規メンバーとなり、代々木女子音楽院season3がスタート。2020年6月28日、卒業[38]。
- NAP〜Natural Another People〜[39]（2020年9月 - 2022年10月） - ナーナ・ポップ(POPPiNG EMO)プロデュースのアイドルユニット。2020年9月、デビューライブ[40]。2022年10月、活動終了[41]。
- idoress（2024年5月 - ） - 「女優×アイドルの二面性アイドルグループ」がコンセプト。2024年5月13日、デビューワンマンライブ。